# Made in Japan
Made in Japan es un doble álbum en directo de la banda Deep Purple, grabado durante su primera gira en Japón, en agosto de 1972. Este trabajo, publicado en Reino Unido en diciembre de ese mismo año y en los Estados Unidos en abril de 1973, supuso uno de sus mayores éxitos comerciales y recibió principalmente buenas críticas. 
La banda, conocida por sus bien reseñadas actuaciones, había retransmitido alguno de sus conciertos en la radio, pero no estaba entusiasmada con el hecho de grabar un disco en vivo hasta que la división japonesa de su discográfica remarcó que sería positivo para generar publicidad. El grupo, que aunque insistió en supervisar la producción y de contratar para tal tarea al ingeniero Martin Birch, no mostró particular interés en el lanzamiento del álbum, ni siquiera tras su grabación. La gira por el país nipón fue un éxito, con un fuerte interés de los medios y una respuesta positiva por parte de los aficionados.
El disco tuvo una buena acogida comercial, incluso en los Estados Unidos, donde le acompañó la buena recepción del sencillo «Smoke on the Water» que alcanzó el top 5 del Billboard Hot 100 y mantuvo unas ventas constantes a lo largo de la década de 1970. A pesar de su longevidad, el disco continuó recibiendo elogios y una encuesta a los lectores de la revista Rolling Stone en 2012 lo situó como el sexto mejor trabajo en directo de todos los tiempos.

## Antecedentes

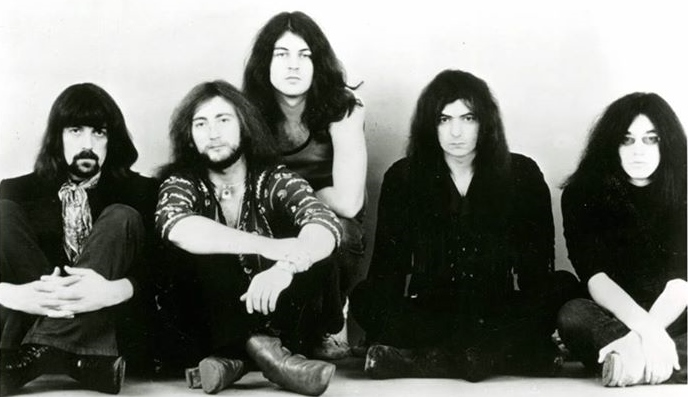
Lord, Glover, Gillan, Blackmore y Paice integrarían la formación que grabó Made in Japan.

La entonces formación de Deep Purple, conocida como Mk II, había quedado completada en julio de 1969 cuando los miembros fundadores Ritchie Blackmore (guitarra), Ian Paice (batería) y Jon Lord (órgano) contrataron a Ian Gillan (voz) y Roger Glover (bajo) con el objetivo de orientar su sonido psicodélico hacia el hard rock. La banda realizó una extensa gira que recibió buenas críticas y cuyos conciertos fueron grabados para su emisión en la radio, sin embargo, el grupo rechazaba la idea de publicar un álbum en directo, ya que creía que era imposible reproducir en un disco la calidad y experiencia de sus conciertos.
Ante la negativa del quinteto, entre los aficionados creció la demanda de copias piratas de sus actuaciones. La más notoria sería una titulada H Bomb, grabada en Aquisgrán en 1970, que desencadenó un litigio judicial cuando Richard Branson de Virgin Records fue procesado por su distribución. No obstante, las buenas ventas del bootleg junto a las de los álbumes de otros artistas como Live at Leeds de The Who y Get Yer Ya-Ya's Out! The Rolling Stones in Concert de Rolling Stones convencieron a la banda de que el lanzamiento de un trabajo en directo oficial sería un éxito comercial. Por aquellos momentos, Glover comentó a la revista Sounds que «hay tantos bottlegs de nosotros por ahí que si publicáramos uno oficial destrozaría el mercado».

## Gira y grabación
Hacia 1972, Deep Purple había logrado una considerable notoriedad en Japón, en parte gracias al éxito de varios sencillos, por lo que tenía sentido realizar una gira allí. Las fechas concretadas fueron tres; el 11 y 12 de mayo en el Festival Hall de Osaka y el 16 de agosto en el Nippon Budokan de Tokio, aunque tuvieron que ser cambiadas al 15, 16 y 17 de agosto respectivamente, debido al aplazamiento de una gira estadounidense. El público agotó las entradas casi inmediatamente, lo que hizo que la división japonesa de Warner Bros. Records quisiera grabar los conciertos para su publicación en un álbum en directo solamente a nivel nacional. La banda finalmente aceptó la idea, pero insistió en que si iba a salir a la venta, se hiciera de la manera adecuada y de acuerdo con Gillan: «Dijimos que elegiríamos el equipo, que usaríamos a nuestro ingeniero y que tendríamos la última palabra sobre que cintas iban a ser publicadas». El grupo contrató por este motivo al productor Martin Birch, que había trabajado en sus anteriores álbumes de estudio, para que grabara las actuaciones con un grabador de ocho pistas y posteriormente pudieran ser mezcladas por los propios músicos.
Debido a la grabación de Machine Head, su repertorio en directo había sido renovado a comienzos de año para incluir algunas de sus canciones. A pesar de que el quinteto  tenía por rutina comenzar sus conciertos con «Highway Star» y los terminaba con «Lazy» y «Space Truckin'», la habilidad y la improvisación fueron suficientes para que los temas se mantuvieran «frescos».
Deep Purple llegó a Japón el 9 de agosto, una semana antes del primer concierto, ante una cálida recepción en la que recibió regalos y flores. Birch no estaba seguro de que la calidad de la grabación fuera satisfactoria, ya que el equipo suministrado por Warner Bros. no tenía ningún control de balance y era demasiado pequeño. La banda optó por no interesarse por el resultado final y se concentró simplemente en realizar una buena actuación y el propio Lord destacó más tarde que sintió que la espontaneidad y la interacción entre los miembros quedaron bien capturadas.
El segundo concierto en Osaka fue el más sólido de los dos y de hecho, la mayoría de las pistas provienen de él. El único tema extraído de la actuación del 15 de agosto sería «Smoke on the Water», debido a que fue la única de sus interpretaciones en la que Blackmore tocó el riff inicial de la manera correcta. Glover y Gillan señalaron el concierto del 17 de agosto en Tokio como un punto culminante de su carrera y el primero remarcó que: «Doce o trece mil chicos japoneses estaban cantando con nosotros “Child in Time”». En el estadio, la banda contó con una fila de guardaespaldas situados frente al escenario y cuando Blackmore destrozó su guitarra al final de «Space Truckin'» y la lanzó al público, varios de ellos treparon sobre los aficionados para hacerse con ella, algo que molestó al guitarrista, pero que el resto del grupo encontró divertido. Finalmente el álbum incluyó dos canciones de este concierto, «The Mule» y «Lazy».

## Lanzamiento
Como la banda no consideraba el álbum de vital importancia, solo Glover y Paice estuvieron presentes durante la mezcla y según Birch, Gillan y Blackmore nunca escucharon el resultado final. El grupo no deseaba su lanzamiento fuera de Japón y quería tener plenos derechos sobre las cintas, sin embargo, el álbum fue publicado mundialmente de todos modos.
Made in Japan salió a la venta en el Reino Unido en diciembre de 1972, con un precio de oferta especial de 3,10 GBP, lo mismo que un LP sencillo típico de la época. El propio Glover se encargó del diseño artístico, que contiene una fotografía de la banda en color en la portada y en la contraportada, y varias imágenes en blanco y negro en la carpeta interior. La publicación en los Estados Unidos tuvo que retrasarse hasta abril de 1973, ya que Warner Bros. quería editar primero el trabajo de estudio Who Do We Think We Are porque sus ejecutivos estaban motivados por el flujo importante de importaciones desde el Reino Unido. Made in Japan rápidamente se convirtió en un éxito comercial y la discográfica aprovechó para poner en el mercado el sencillo «Smoke on the Water», que incluyó la versión en directo y la de estudio de Machine Head. Por otra parte, una grabación de «Black Night» realizada en el concierto de Tokio, pero no incluida en el disco salió a la venta como cara B de «Woman from Tokyo» en Europa y como cara A en Japón.
La versión japonesa, titulada Live in Japan, contó con un diseño artístico distinto que contiene fotografías tomadas en el Rainbow Theatre de Londres y un mensaje escrito a mano por cada miembro de la banda, además las primeras impresiones incluían un negativo de 35mm de las fotos y que los compradores podían revelar. El libreto afirmaba que el disco solo contenía temas del concierto de Tokio, aunque en realidad eran los mismos que los del álbum internacional. Phil Collen, futuro guitarrista de Def Leppard, estuvo presente en el concierto en el Rainbow Theatre y afirmó que se le puede ver en la portada.
El LP original tuvo unas ventas constantes durante la década de 1970 y se siguió imprimiendo muchos años después. La primera reedición en CD tuvo lugar en 1988 y fue básicamente una transcripción directa del vinilo, aunque el tiempo era lo suficientemente corto para que cupiera en un único disco. Warner Bros. Japan guardó cuidadosamente las pistas grabadas de los tres conciertos para su uso en el futuro y con motivo del vigésimo primer aniversario del álbum, en 1993 el biógrafo Simon Robinson solicitó a través de los gerentes del grupo si podía tener acceso a las cintas y así descubrió que las actuaciones había sido grabadas completas, incluso los bises. En julio, él y Darron Goodwin remezclaron las pistas en los estudios Abbey Road para una edición ampliada, que luego masterizó Peter Mew en septiembre. El resultado fue el lanzamiento de tres CD conjuntos bajo el título Live in Japan y que incluyen dos bises inéditos.
Posteriormente, en 1998 Robinson supervisó una nueva reedición, también remasterizada por Mew, y que contiene un CD adicional con tres temas que no entraron en la de 1993 y una portada en negro. Por aquellos momentos, EMI publicó una edición limitada de LP dobles de color púrpura y en la española, incluyó en el segundo CD las versiones de estudio de los temas que componían el álbum original.
En mayo de 2014, Universal Music anunció una reedición en varios formatos, entre ellos la versión de lujo con cuatro CD o nueve LP que contienen una nueva mezcla de los tres conciertos en su totalidad, un DVD con un vídeo inédito y un libro de tapa dura. Además el LP original también fue reeditado en vinilo de 180 g con la mezcla de 1972 y la posibilidad de su descarga digital a través de varios distribuidores.

## Recepción

### Comercial
Tras su publicación, y a pesar de su precio rebajado, Made in Japan solo llegó al puesto 16 del UK Albums Chart, mientras que sus dos antecesores habían sido número uno. Por su parte, en los Estados Unidos se convirtió en uno de sus mayores éxitos comerciales al obtener una certificación de platino de la RIAA y subir a la sexta posición del Billboard 200, la mejor en la carrera del grupo. El álbum consiguió mejores resultados en Alemania, donde supuso su cuarto número uno consecutivo y Austria, donde fue su tercer trabajo que llegó a la primera posición, además recibió el disco de platino en ambos países. Made in Japan logró situarse entre los cinco más vendidos en naciones como Australia, Bélgica, Yugoslavia, Países Bajos y Canadá.

### Crítica
La propia banda tuvo sentimientos encontrados sobre el álbum y así Gillan criticó su actuación, pero quedó deslumbrado con la grabación de los directos, Paice tuvo una impresión muy positiva y señaló que el disco capturó muy bien el espíritu de las que para él fueron sus mejores actuaciones y Lord lo calificó como su grabación favorita y apuntó que «el grupo estaba en su apogeo. Ese álbum fue el epítome de lo que representábamos esos días».
La respuesta de la crítica fue principalmente favorable y así John Tiven de Rolling Stone escribió que «Made in Japan es el monstruo de metal definitivo de Purple, una ejecución llena de chispa... Deep Purple todavía puede dar la talla en concierto. Las versiones en vivo de todas las canciones se reproducen a un ritmo mucho más rápido que las de estudio. Cuando suenen “Strange Kind of Woman” o “Lazy” en la radio, el oyente promedio podrá saltar y decir: “¿Cómo es que están reproduciendo esas piezas de Deep Purple tan rápido?” Solo para sorprenderse cuando el aplauso de la audiencia de Osaka aparece al final de la canción». Un crítico de Billboard relató que «sirve para dar al oyente una idea de cómo se comportan los miembros de la banda en concierto. Los aspectos más destacados incluyen el trabajo de teclado de Jon Lord, la voz de Ian Gillan y la mordaz guitarra de Ritchie Blackmore. Muchas bandas carecen de dar algo en concierto, pero este repertorio solo acentúa la ya sólida reputación del grupo» y calificó a «Highway Star», «Smoke On The Water» y «Space Truckin'» como las mejores pistas. Por su contra, Joel Vance de Stereo Review destacó que «desafortunadamente, la audiencia es la mejor parte del disco. Deep Purple —que no me disgusta— está dando un concierto en vivo que es simplemente un espectáculo del motón. Lo que sale aquí son solos de guitarra trillados, más solos de batería y voces que son gritos estándar. Deep Purple es capaz de hacer cosas mejores y las ha hecho antes».
Reseñas posteriores han sido generalmente positivas y así William Ruhlmann de Allmusic lo puntuó como «una obra definitiva del catálogo de la banda y su trabajo más impresionante». Tom Graves, escritor de libro The All-Music Guide to Rock, remarcó que «no solo podían patear traseros en el estudio, si no que también podían golpear un nido de avispas en el escenario. Este conjunto de álbum doble grabado en Japón incluye la mayor parte de su mejor material (“Highway Star”, “Smoke on the Water”) y va más allá del metal. Ritchie Blackmore está en plena forma». Gary Graff, autor del libro Musichound Rock: The Essential Album Guide consideró que «“Smoke on the Water”, “Space Truckin'” y “Highway Star” son los aspectos más destacados de Made in Japan, un álbum en vivo que también presenta los gritos desgarradores y torturados de Ian Gillan en “Child in Time”». Daniel Bukszpan, escritor del libro The Encyclopedia of Heavy Metal, dijo que está «ampliamente reconocido como uno de los mejores álbumes en vivo de todos los tiempos». Por su parte, Tim Jones escribió en el libro 1001 discos que hay que escuchar antes de morir que «cada tema es una versión masiva y melodramática de su contraparte de estudio. “Highway Star” comienza con un teclado furioso, la guitarra y la percusión fundiéndose en una tormenta sónica coronada por los gritos primitivos de Gillan. Blackmore y Lord se divierten en los solos de “Lazy”, mientras que “The Mule” es un escaparate del virtuosismo de Paice».

### Reconocimientos
| Publicación           | Año  | Reconocimiento                                                               | Puesto | Ref.   |
| --------------------- | ---- | ---------------------------------------------------------------------------- | ------ | ------ |
| Classic Rock          | 2020 | Los 50 mejores álbumes en directo de todos los tiempos                       | 1      | [ 48 ] |
| The Independent       | 2020 | Los 20 mejores álbumes en directo                                            | 6      | [ 49 ] |
| Kerrang!              | 1989 | Los 100 mejores álbumes de heavy metal de todos los tiempos                  | 75     | [ 50 ] |
| NME                   | 2011 | Mejores álbumes en directo                                                   | 13     | [ 51 ] |
| NME                   | 2015 | Los 50 mejores álbumes en directo de todos los tiempos                       | 13     | [ 52 ] |
| Rolling Stone         | 2012 | Los 10 mejores álbumes de en directo de todos los tiempos (encuesta popular) | 6      | [ 53 ] |
| Rolling Stone         | 2015 | Los 50 mejores álbumes de en directo de todos los tiempos                    | 32     | [ 54 ] |
| Ultimate Classic Rock | 2015 | Top 100 álbumes en directo                                                   | -      | [ 55 ] |

## Lista de canciones
Todas las canciones compuestas por Ritchie Blackmore, Ian Gillan, Jon Lord, Ian Paice y Roger Glover.
Doble LP original
Lado 1
| N.º | Título          | Grabación             | Duración |  |
| 1.  | «Highway Star»  | 16 de agosto en Osaka | 6:50     |  |
| 2.  | «Child in Time» | 16 de agosto en Osaka | 12:24    |  |

Lado 2
| N.º | Título               | Grabación             | Duración |  |
| 1.  | «Smoke on the Water» | 15 de agosto en Osaka | 7:31     |  |
| 2.  | «The Mule»           | 17 de agosto en Tokio | 9:49     |  |

Lado 3
| N.º | Título                  | Grabación             | Duración |  |
| 1.  | «Strange Kind of Woman» | 16 de agosto en Osaka | 9:35     |  |
| 2.  | «Lazy»                  | 17 de agosto en Tokio | 10:50    |  |

Lado 4
| N.º | Título           | Grabación             | Duración |  |
| 1.  | «Space Truckin'» | 16 de agosto en Osaka | 19:41    |  |

Fuente: Discogs

## Créditos
| Deep Purple - Ritchie Blackmore – guitarra - Ian Gillan – voz - Jon Lord – órgano y piano - Ian Paice – batería - Roger Glover – bajo | Producción - Deep Purple - producción - Martin Birch - ingeniería - Roger Glover e Ian Paice - mezcla - Roger Glover y Justin Waller - diseño artístico - Fin Costello - fotografía - Peter Mew - remasterización |

Fuente: Allmusic

## Posición en las listas
| País           | Lista                    | Mejor posición | Ref.   |
| -------------- | ------------------------ | -------------- | ------ |
| Alemania       | Media Control Charts     | 1              | [ 35 ] |
| Australia      | ARIA Albums Chart        | 2              | [ 38 ] |
| Austria        | Ö3 Austria Top 40        | 1              | [ 35 ] |
| Bélgica        | Ultratop                 | 3              | [ 39 ] |
| Canadá         | Canadian Albums Chart    | 5              | [ 42 ] |
| Croacia        | HDU Toplista             | 34             | [ 58 ] |
| España         | Top 100 Álbumes          | 13             | [ 59 ] |
| Estados Unidos | Billboard 200            | 6              | [ 23 ] |
| Finlandia      | Mitä hittiä              | 6              | [ 60 ] |
| Francia        | SNEP                     | 7              | [ 61 ] |
| Italia         | FIMI                     | 25             | [ 62 ] |
| Noruega        | VG-lista                 | 7              | [ 63 ] |
| Países Bajos   | Mega Album Top 100       | 4              | [ 41 ] |
| Reino Unido    | UK Albums Chart          | 16             | [ 33 ] |
| Suecia         | Sverigetopplistan        | 8              | [ 64 ] |
| Suiza          | Top Albums 100           | 36             | [ 65 ] |
| Yugoslavia     | Yugoslavian Albums Chart | 3              | [ 40 ] |

## Certificaciones
| País           | Certificación | Ventas  | Ref.   |
| -------------- | ------------- | ------- | ------ |
| Alemania       | Platino       | 500 000 | [ 36 ] |
| Austria        | Platino       | 50 000  | [ 37 ] |
| Estados Unidos | Platino       | 1 000   | [ 34 ] |
| Francia        | Oro           | 100 000 | [ 66 ] |
| Italia         | Platino       | 100 000 | [ 67 ] |
| Reino Unido    | Oro           | 100 000 | [ 68 ] |